# Глоговац (Биелина)
Глоговац (серб. Глоговац / Glogovac) — посёлок в общине Биелина Республики Сербской Боснии и Герцеговины. Население составляет 423 человека по переписи 2013 года.